# Anthrax maria
Anthrax maria är en tvåvingeart som först beskrevs av Samuel Wendell Williston  1901.  Anthrax maria ingår i släktet Anthrax och familjen svävflugor. Inga underarter finns listade i Catalogue of Life.